# Acritus quadristriatus
Acritus quadristriatus är en skalbaggsart som beskrevs av Lewis 1888. Acritus quadristriatus ingår i släktet Acritus och familjen stumpbaggar. Inga underarter finns listade i Catalogue of Life.